# Veronika Grob
Veronika Grob (* 23. April 1971 in Kreuzlingen) ist eine Schweizer Förderberaterin für das Medienboard Berlin-Brandenburg mit den Schwerpunkten Serien, Entwicklung, Produktion und Newcomer.

## Werdegang
Sie wuchs im Reusstal in Muri AG und Wohlen auf, wo sie auch ihre Matura ablegte und Literaturwissenschaften sowie Anglistik an der Universität Zürich (UZH) studierte. Ihre Abschlussarbeit Home and Homicide, das Verbrechen als Erzählfigur schrieb sie bei Elisabeth Bronfen und graduierte im Jahr 2000. Zuvor hatte sie als Lehrbeauftragte der UZH gearbeitet und war zehn Jahre lang Programmverantwortliche in der Abteilung Film und Serien des Schweizer Fernsehens.
Grob war Redaktorin des jährlich erscheinenden Schweizer Filmbuchs Cinema und Vorstandsvorsitzende des Kinos Xenix, über das sie ein Buch mit herausgegeben hat. Von 2007 bis 2011 war sie in der Kommission für Spielfilmförderung der Zürcher Filmstiftung und von 2010 an auch deren Jurypräsidentin. 2020 gehörte sie, in der Sparte Film, der Jury für die Stipendien der Villa Aurora an. Sie ist als Förderreferentin beim Medienboard Berlin-Brandenburg „Expertin für Nachwuchsförderung“. Und „zuständig für Stoff- und Projektentwicklung, Produktionsförderung Spielfilm & Serial Drama sowie für die Leuchtstoff-Abschlussfilme der Filmuniversität Babelsberg Konrad Wolf.“

## Veröffentlichungen
- mit Manuela Ledermann und Stefan Pente: Wolgroth. Edition Patrick Frey, Zürich, 1994, ISBN 978-3-905509-12-0
- mit René Moser und Beat Schneider (Hg.): Xenix. Kino als Programm. Schüren Verlag, Marburg, 2006, ISBN 978-3-89472-403-0
- Fear of Falling. White Middle-class Masculinity in Joel Schumachers's Falling Down. In: Masculinities – Maskulinitäten: Mythos – Realität – Repräsentation – Rollendruck, Therese Steffen, Springer 2017, ISBN 978-3-476-02875-4, Seite 100–105, doi:10.1007/978-3-476-02875-4_7
- Cinema 50: Essay. (Hg.) Nathalie Böhler, Laura Daniel, Flavia Giorgetta, Veronika Grob, Andreas Maurer und Jan Sahli. Schüren, Marburg 2005, ISBN 978-3894726010[9]